# Paula Kelly (actriz)
Paula Kelly (Jacksonville, 21 de octubre de 1943-Inglewood, 9 de febrero de 2020) fue una actriz, cantante y bailarina estadounidense. Hizo su debut en el teatro de Broadway en el papel de la señora Veloz en el musical de 1964 Something More!, compartiendo el escenario con Barbara Cook. Otros de sus créditos en Broadway incluyen The Dozens (1969), Paul Sills' Story Theatre (1971), Ovid's Metamorphoses (1971) y Sophisticated Ladies (1981).

## Filmografía

### Cine
| Año  | Título                                   | Personaje     | Observaciones |
| ---- | ---------------------------------------- | ------------- | ------------- |
| 1969 | Sweet Charity                            | Helene        |               |
| 1971 | The Andromeda Strain                     | Karen Anson   |               |
| 1972 | Cool Breeze                              | Martha Harris |               |
| 1972 | Top of the Heap                          | Black Chick   |               |
| 1972 | Trouble Man                              | Cleo          |               |
| 1973 | Soylent Green                            | Martha        |               |
| 1974 | Three Tough Guys                         | Fay           |               |
| 1974 | Lost in the Stars                        | Rose          |               |
| 1974 | Uptown Saturday Night                    | Leggy Peggy   |               |
| 1976 | Drum                                     | Rachel        |               |
| 1986 | Jo Jo Dancer, Your Life Is Calling       | Doll          |               |
| 1993 | Bank Robber                              | Madre         |               |
| 1994 | Drop Squad                               | Tilly         |               |
| 1995 | Once Upon a Time... When We Were Colored | Pearl         |               |

### Televisión
| Año     | Título                                   | Personaje            | Observaciones                |
| ------- | ---------------------------------------- | -------------------- | ---------------------------- |
| 1973    | The Carol Burnett Show                   | Instructora de baile | 1 episodio                   |
| 1970    | The Young Lawyers                        | Wilma                | 1 episodio                   |
| 1973    | Sanford and Son                          | Olayia               | 1 episodio                   |
| 1974    | Medical Center                           | Ames                 | 1 episodio                   |
| 1975    | Cannon                                   | Cora Bloom           | 1 episodio                   |
| 1975    | The Streets of San Francisco             | Carol                | 1 episodio                   |
| 1975-77 | Police Woman                             | Linda Summers        | 1 episodio                   |
| 1976    | The Streets of San Francisco             | A. Chamberlain       | 1 episodio                   |
| 1976    | Peter Pan                                | Tiger Lily           | Telefilme                    |
| 1976-81 | Insight                                  | Grace                | 1 episodio                   |
| 1977    | Kojak                                    | Janet Carlisle       | 1 episodio                   |
| 1979    | Good Times                               | Dra. Kelly           | 1 episodio                   |
| 1980    | The Cheap Detective                      | Inez Krowder         | Cortometraje para televisión |
| 1981    | Trapper John, M.D.                       | Betty Simons         | 1 episodio                   |
| 1983    | Chiefs                                   | Liz Watts            | 1 episodio                   |
| 1983    | Feel the Heat                            | Sally Long           |                              |
| 1984    | Night Court                              | Liz Williams         | Papel recurrente             |
| 1984    | Hot Pursuit                              | Connie               | 1 episodio                   |
| 1984-85 | Santa Barbara                            | Ginger Jones         | Papel recurrente             |
| 1985    | Hill Street Blues                        | Sra. Eagleton        | 1 episodio                   |
| 1985    | Finder of Lost Loves                     | Alice Taylor-Hancock | 1 episodio                   |
| 1986    | St. Elsewhere                            | Sylvia               | 1 episodio                   |
| 1986    | Amen                                     | Leona                | 1 episodio                   |
| 1987    | La cabaña del tío Tom                    | Cassy                | Telefilme                    |
| 1987    | CBS Summer Playhouse                     | Lois Poole           | 1 episodio                   |
| 1987    | The Golden Girls                         | Marguerite Brown     | 1 episodio                   |
| 1989    | Mission: Impossible                      | Pepper Leveau        | 1 episodio                   |
| 1990    | American Playhouse                       |                      | 1 episodio                   |
| 1991    | Baby Talk                                | Claire               | 3 episodios                  |
| 1992    | Room for Two                             | Diahnn Boudreau      | 2 episodios                  |
| 1994    | South Central                            | Sweets               | 3 episodios                  |
| 1995    | University Hospital                      | Dra. Leslie Bauer    | 1 episodio                   |
| 1996    | Run for the Dream: The Gail Devers Story | Sra. Devers          | Telefilme                    |
| 1999    | Any Day Now                              |                      | 1 episodio                   |